# 奧布萊恩島
奧布萊恩島（西班牙語：Isla O'Brien），是智利的島嶼，位於比格爾海峽西端，由麥哲倫-智利南極大區負責管轄，面積136.3平方公里，海岸線長度68.7公里，最高點海拔高度701米。
54°52′49″S 70°33′28″W / 54.880213°S 70.557783°W